# Crăciuneasa

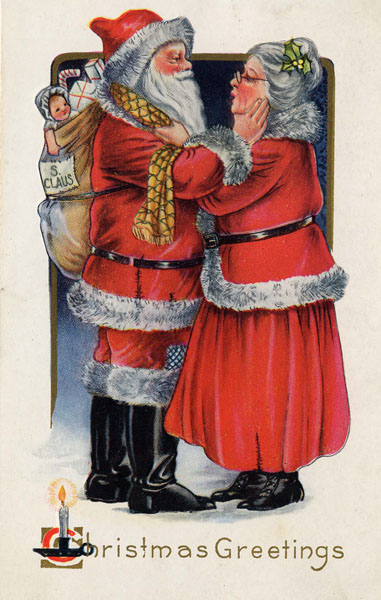
Felicitare din 1919 cu Moș Crăciun şi Crăciuneasa

Crăciuna sau Crăciuneasa este soția lui Moș Crăciun, cel care, conform tradiției, împarte cadouri tuturor copiilor în noaptea de Crăciun. Ei locuiesc împreună în Atelierul lui Moș Crăciun.
În timp ce Moș Crăciun își are originea în mai multe tradiții ale folclorului european, Crăciuneasa nu are precedent în folclor și este o creație literară a lui Rees James (1849), fiind popularizată de către Katharine Lee Bates, care apare în poemul său "Goody Santa Claus on a Sleigh Ride"(1889). De atunci, personajul a apărut în literatură, film, televiziune etc.
Romulus Vulcănescu prezintă legenda personajului: „Mitul arhaic al unui cioban-zeu-moș este transfigurat în mitul unui cioban demonic care refuză s-o primească pe Fecioara Maria să nască în staulul lui. Soția lui Crăciun (Crăciuna sau Crăciuneasa, în studiul lui Pericle Papahagi) o primește într-ascuns și moșește pe Isus, faptă pentru care Crăciun îi taie mâinile, dar Fecioara Maria i le lipește la loc. Minunea îl convertește pe Crăciun la creștinism (religie care nu apăruse încă). De bucurie că nevasta lui a scăpat de pedeapsa lui necugetată, Crăciun aprinde un rug de cioate de brad în curtea lui și joacă hora cu toate slugile sale.